# Энрикес, Камило
Хосе Камило Энри́кес Гонсалес (исп. José Camilo Henríquez González; 29 июля 1769, Вальдивия, Чили — 16 марта 1825, Сантьяго-де-Чили) — чилийский священник, писатель, публицист, общественный и политический деятель, борец за независимость, считающийся интеллектуальным провозвестником и отцом-основателем Республики Чили за свои влиятельные труды и страстное руководство.
В молодости, будучи монахом, подвергался преследованиям реакционных кругов собственной католической церкви за пропаганду взглядов французских энциклопедистов. Под псевдонимом Кирино Лемачес (Quirino Lemachez) выпускал прокламации, призывавшие к борьбе против испанских колонизаторов и пропагандировшие свободу Чили как независимой республики. Основал первую чилийскую газету «Аурора де Чиле» (Aurora de Chile, 1812), на страницах которой вёл пропаганду радикальных идей. Таким образом, он также запомнился одним из самых выдающихся ранних южноамериканских газетных авторов. Выступил одним из авторов «Временного конституционного регламента XII года» (1812) — первой конституции своей страны.

## Ранние годы

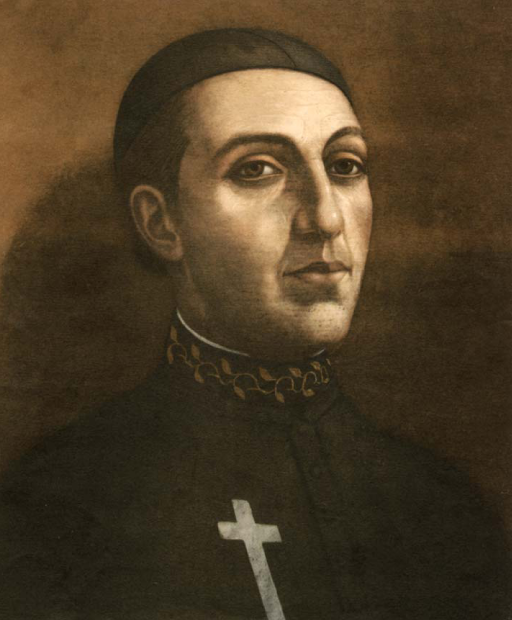
Цветной портрет Энрикеса

Энрикес родился в доме, принадлежавшем его бабушке Маргарите де Кастро, на нынешней улице Юнгай в городе Вальдивия (Чили). Его родителями были Роса Гонсалес-и-Кастро (1747—1798) и Феликс Энрикес-и-Сантильян (1745—1798), бывший капитан испанской пехоты. Хотя Энрикес и был уроженцем Вальдивии, большую часть своей юности он провёл вдали от города. Когда ему было девять лет, его привезли в Сантьяго-де-Чили, чтобы начать формальное образование в Convictorio Carolino.

## Религиозная жизнь
В 1784 году, в возрасте пятнадцати лет, Энрикес был отправлен на обучение в Лиму под руководством своего дяди по материнской линии, Хуана Непомусено Гонсалеса. Находясь в Лиме, он получил образование в монастыре ордена своего дяди (обычно называемом просто «Buena Muerte»), где, среди прочих, его обучал монах Исидоро де Селис, автор трудов по логике, математике и физик, ярый сторонник науки, рациональности и гуманизма. 
Предоставив доказательства чистоты христианской крови (limpieza de sangre), Энрикес 17 января 1787 года вступил в Орден Buena Muerte в качестве послушника, а 28 января 1790 года был официально рукоположен в сан священника. Затем Энрикес удалился в монастырь, чтобы продолжить учёбу. Там он подружился с однокурсником Хосе Каверо-и-Салазаром, который впоследствии станет видным членом первого независимого правительства Перу и послом в Чили. Во время своего пребывания в Лиме Энрикес также посещал литературные кружки, общаясь с местными светскими людьми.

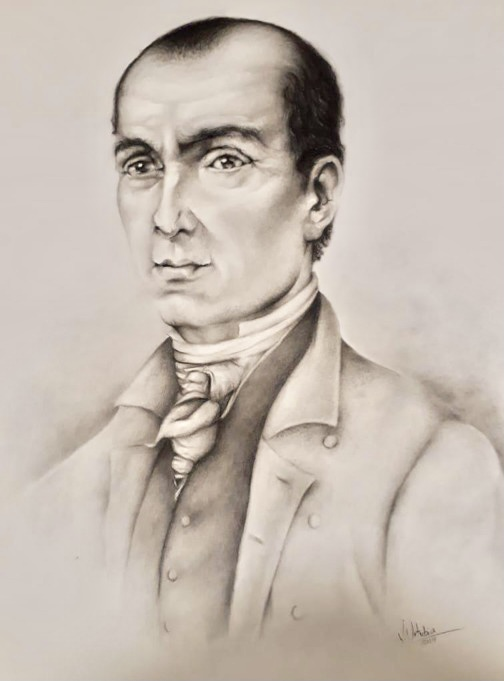

### Испанская инквизиция
В 1809 году Энрикес был арестован и допрошен испанской инквизицией. Мигель Луис Амунатеги отмечает, что Энрикес всегда скрывал причины своего заключения, так что утверждения историков по этому поводу носят спекулятивный характер. Однако обычно эти преследования объясняют тем, что он читал и имел при себе запрещённые книги. 
С ранних лет Энрикес находился под сильным влиянием французской философии Просвещения, знакомясь с запрещённой испанским правительством литературой. Так, в Лиме Энрикес штудировал «Общественный договор» Жан-Жака Руссо и «Год 2440» Луи-Себастьяна Мерсье. Впоследствии Энрикес называл себя педагогом и философом, и его публикации часто отражали революционные политические идеалы и идеи Просвещения о свободе, особенно руссоистские. После освобождения начальство ордена отправило Энрикеса в Кито основать там новый монастырь.

## Автор и журналист

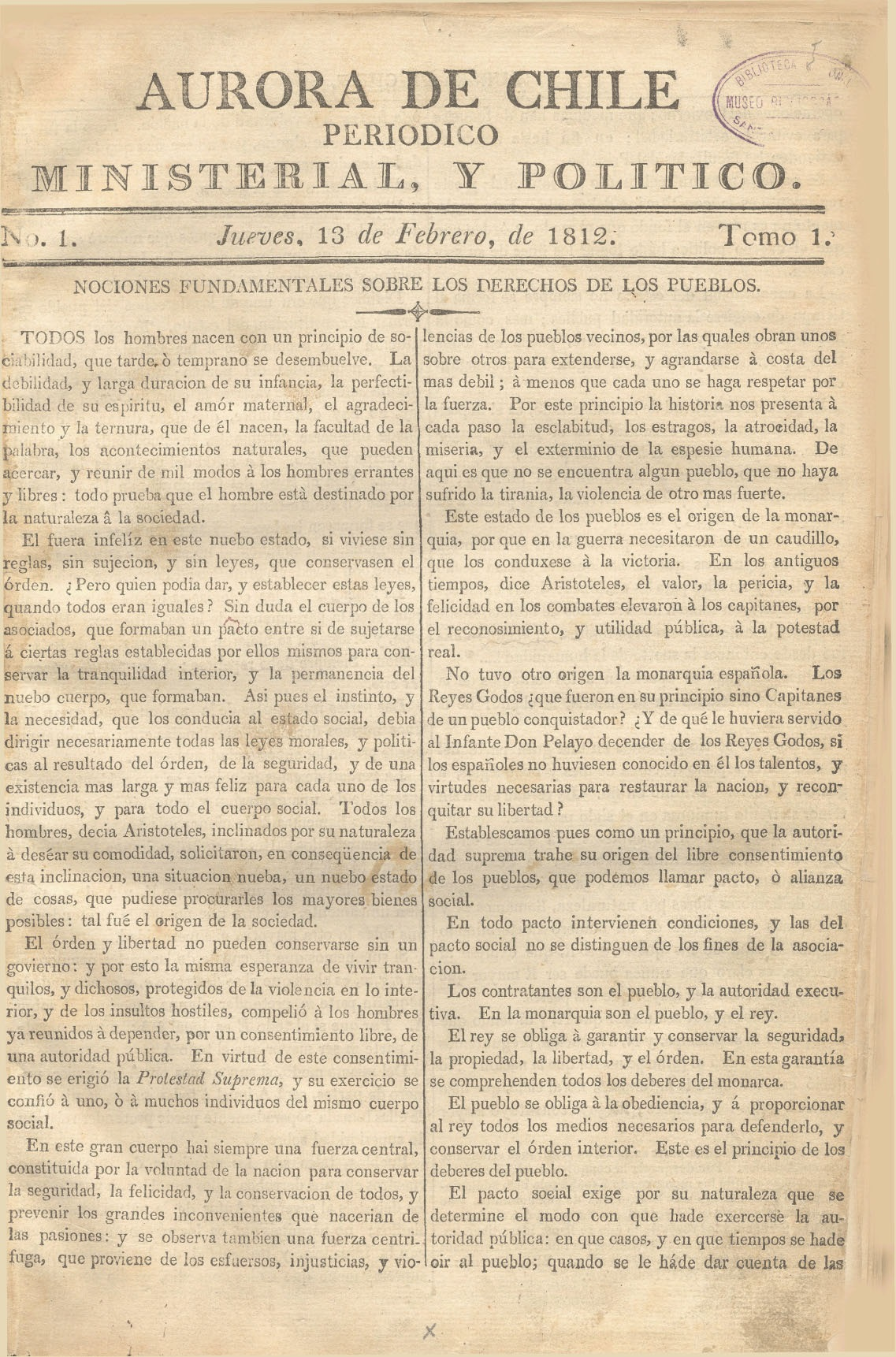
Первый выпуск La Aurora de Chile

Попав в Эквадор в 1809 году, Энрикес стал свидетелем насилия роялистов против местных патриотов. Энрикес описал этот опыт в своей самой известной пьесе «Камила, или Патриотка Южной Америки» (Camila o la Patriota de Sud América). В 1811 году он вернулся в Чили и занялся политической борьбой. Под псевдонимом, представляющим анаграмму его имени, он составил «Прокламацию Кирино Лемачеса» (Proclama de Quirino Lemachez). Этот памфлет мгновенно привёл его к национальному признанию, хотя истинная личность автора оставалась неизвестной.
Несмотря на свои вылазки на политическую арену, Энрикес, пожалуй, наиболее известен своей пропагандой на страницах газет. За свою жизнь он писал статьи для многочисленных периодических изданий и редактировал не менее 10 газет в Сантьяго и Буэнос-Айресе. 16 января 1812 года Энрикес стал первым редактором газеты «Ла Аурора де Чиле» (La Aurora de Chile — «Рассвет Чили»). «La Aurora» была первой газетой в Чили, использовавшей печатный станок, купленный в Соединённых Штатах. Первый выпуск вышел 13 февраля 1812 года.
В этот период, когда Энрикес был сенатором, он поставил драму «Шествие дураков» («La Procesión de los Tontos»). Из-за цензуры администрации Хосе Мигеля Карреры прекратилось издание «Ауроры де Чиле», но вместо неё стала издаваться газета «Арауканский монитор» (Monitor Araucano) под руководством всё того же Камило Энрикеса (первый номер был опубликован 17 апреля 1813 года). В ней он выпутил «Катехизис патриотов» (Catecismo de los patriotas).

### Прокламация Кирино Лемачеса
«Прокламация Кирино Лемачеса», пропагандировавшая независимость Чили, явилась одним из важнейших революционных эссе раннего этапа национально-освободительной борьбы испанских колоний. Документ стал отражением растущей популярности идеи независимости среди образованной креольской элиты Чили. Философия Энрикеса во многом обязана теоретикам общественного договора эпохи Просвещения. 
Автор прокламации заявил, что, поскольку ни один из патриотов или их предков не заключал никаких политических пактов с Испанией, чилийцам следует создать собственное независимое правительство. В этом влиятельном эссе он ратовал за кандидатов, выступающих за независимость, на следующих выборах в Первый национальный конгресс (Primer Congreso Nacional). В сочинении содержались намёки на зарождение чилийского национализма: утверждалось, что «когда-нибудь можно будет говорить о республике, могуществе Чили, величии чилийского народа». Прокламация привлекла внимание многих европейских читателей в странах, где она была перепечатана.

## Политический активизм

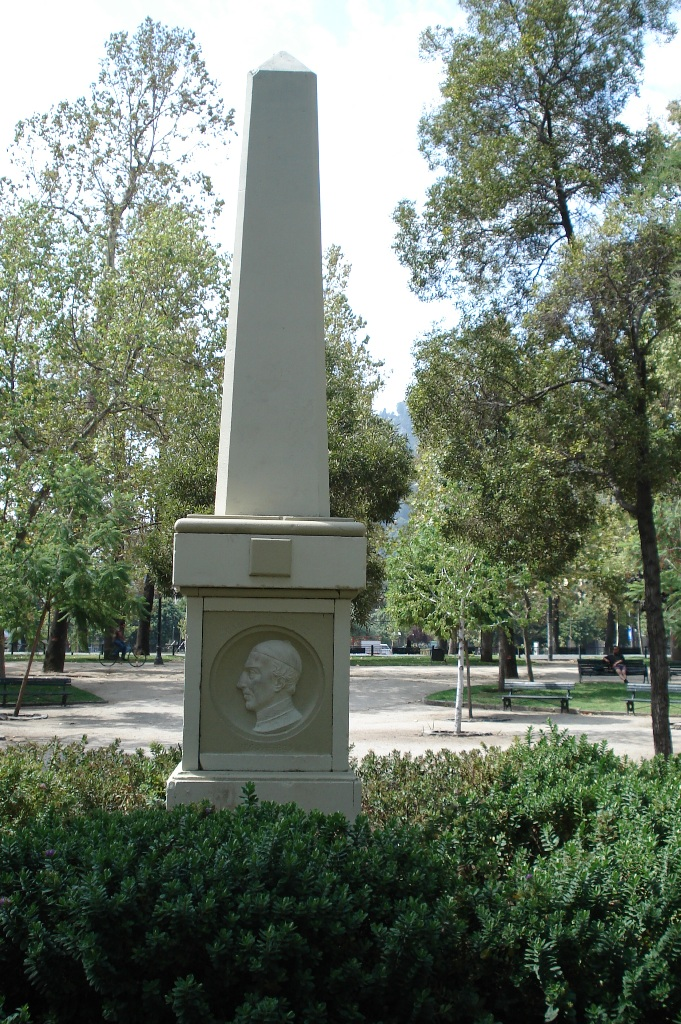
Обелиск, посвящённый монахам Камило Энрикесу, Мануэлю де Саласу, Мануэлю Хосе Гандарильясу и Хосе Мигелю Инфанте в парке Форесталь в городе Сантьяго-де-Чили

Энрикес был одним из самых ярых поборников независимости Чили, и благодаря своим полемическим публикациям стал одним из самых выдающихся национальных лидеров страны на начальном этапе.
После захвата власти у испанских губернаторов местной революционной хунтой Энрикес вошёл в состав патриотических сил, подавивших контрреволюционный мятеж Фигероа 1 апреля 1811 года. По иронии судьбы, на следующий день единственным вознаграждением лидера заговорщиков Томаса де Фигероа перед казнью стало принятие таинства исповеди у местного священника — самого Энрикеса.
В Первом национальном конгрессе Энрикес был временным депутатом от Пучакая. В своей проповеди на службе при открытии сессии Конгресса он заявил, что церковь уполномочивает Конгресс создать национальную конституцию. В 1813 году он стал председателем сената на двухлетний срок (1813-14). Он выступил соавтором нескольких законов, в том числе «Временного конституционного регламента XII года» и в защиту коренных народов.
Брат Энрикеса, Хосе Мануэль, погиб в катастрофе при Ранкагуа, защищая одну из траншей площади. После этого сам Камило бежал в Мендосу, а затем в Буэнос-Айрес. Там он сотрудничал с изданиями «Газета Буэнос-Айреса» (La Gaceta de Buenos Aires) и «Цензор» (El Censor), а также изучал в изгнании математику и медицину.
После Реконкисты (отвоевания патриотами южноамериканских стран у испанских лоялистов) Энрикес вернулся в Чили по просьбе Бернардо О’Хиггинса и вновь приступил к журналистской работе в Сантьяго.

## Дальнейшая жизнь
Энрикес был назначен библиотекарем Национальной библиотеки Чили и отвечал за редактирование министерской газеты Чили (La Gazeta Ministerial de Chile) и бюллетеня, бывшего предшественником известной чилийской газеты «Меркурио» (El Mercurio).
В 1823 году он был временным депутатом от Чилоэ, а в 1824 году — временным, а затем и полноправным депутатом от Копьяпо. В это время Энрикес входил в состав Сената консерваторов (senado conservador) из девяти человек, созданного для консультирования нового верховного директора Чили Рамона Фрейре.
Энрикес умер в Сантьяго в 1825 году. После его смерти правительство объявило общенациональный траур.

### Биографии
- Miguel Luis Amunátegui. Camilo Henríquez :  []. — Santiago de Chile : National Press (Imprenta Nacional), 1889. — Vol. I.
- Miguel Luis Amunátegui. La Alborada Poética en Chile Después del 18 de Septiembre de 1810 :  []. — Santiago de Chile : National Press (Imprenta Nacional), 1892.
- Rodríguez Mendoza, E. La emancipación y el fraile de la Buena Muerte :  []. — Santiago : Universidad de Chile, 1951.
- Raúl Silva Castro. Escritos Politicos de Camilo Henriquez :  []. — Chile : Universidad de Chile, 1960.
- Alfonso, José A. Camilo Henríquez y sus principios políticos :  []. — Santiago : Nascimento, 1934.
- Edwards, Agustín. Camilo Henríquez :  []. — Santiago : U. de Chile, 1934.
- Páginas de la independencia nacional Camilo Henriquez, Juan Martínez de Rozas :  []. — Santiago : Editorial del Pacifico: Instituto de Estudios Políticos, 1976.
- Montt Montt, Luis. Ensayo sobre la vida i escritos de Camilo Henríquez :  []. — Santiago : Imprenta del Ferrocarril, 1872.
- Silva Castro, Raúl. Fray Camilo Henríquez: fragmentos de una historia literaria de Chile en preparación :  []. — Santiago : Universitaria, 1950.
- Téllez Yáñez, Raúl. Fray Camilo Henríquez: el patriota :  []. — Santiago, 1945.

### Труды по истории
- Simon Collier. Ideas and Politics of Chilean Independence: 1808-1833. — Cambridge : Cambridge University Press, 1967.
- Luis Galdames. A History of Chile. — Chapel Hill : University of North Carolina Press, 1941. — P. 174, 480.
- A. Owen Aldridge. Early American literature : a comparatist approach. — Princeton, N.J. : Princeton University Press, 1982.

### Статьи
- Alfred Owen Aldridge (September 1966). The Character of a North American as Drawn in Chile, 1818. Hispania. 49 (3): 489–494. doi:10.2307/337466. JSTOR 337466.
- A. Owen Aldridge (1967). Camilo Henriquez and the Fame of Thomas Paine and Benjamin Franklin in Chile. Inter-American Review of Bibliography. XVII: 51–67.
- Amuñátegui Solar, Domingo (1960). Genesis de la Independencia de Chile. Anales de la Universidad de Chile (исп.). 118 (118): 146–164. ISSN 0365-7779.
- Lara, Jorge Salvador (1968). Quito y el Fraile de la Buena Muerte Precursor de la Independencia Chilena. Boletín de la Academia Nacional de la Historia (исп.). 51 (111): 86–103.
- Alvaro Kaempfer (Jan-Mar 2006). Periodismo, orden y cotidianeidad: "Presentación" de la "Gaceta de Buenos Aires" de Mariano Moreno, 1810 y "Prospecto" de la "Aurora de Chile", 1812 de Camilo Henríquez. Revista Iberoamericana (исп.). 72 (214): 125–138. doi:10.5195/reviberoamer.2006.65.{{cite journal}}:  Википедия:Обслуживание CS1 (формат даты) (ссылка)
- Guarda Geywitz, Gabriel (2004). Camilo Henríquez y las vocaciones chilenas en el convento de la Buena Muerte de Lima. Boletín de la Academia Chilena de la Historia (исп.). 70 (113): 37–51.
- Valencia Avaria, Luis (1983). Camilo Henríquez y la primera imprenta. Boletín de la Academia Chilena de la Historia (исп.). 50 (94): 293–297.